# Ptochophyle vola
Ptochophyle vola là một loài bướm đêm trong họ Geometridae.